# زندگیت را تغییر بده (ترانه)
«زندگیت را تغییر بده» (انگلیسی: Change Your Life) آهنگی است که توسط گروه دخترانه بریتانیایی لیتل میکس منتشر شده است. این آهنگ در ۱۵ فوریه ۲۰۱۳، به‌عنوان سومین تک‌آهنگ از اولین آلبوم استودیویی آن‌ها، دی‌ان‌ای (۲۰۱۲) منتشر شد. این آهنگ توسط اعضای گروه به همراه آش هاوز و تهیه‌کنندگان آن ریچارد استانارد و تیم پاول نوشته شده است. این تک‌آهنگ از تجربیات خود گروه الهام گرفته شده بود، در حالی که در هشتمین سریال بریتانیایی ایکس فاکتور و طرفدارانشان شرکت می‌کردند.
«زندگیت را تغییر بده» اولین آهنگی بود که لیتل میکس با هم به صورت گروهی نوشت. این تصنیف که به‌عنوان یک تصنیف پاپ توصیف می‌شود، با نقدهای متفاوتی از سوی منتقدان همراه شد که از اجرای آوازی گروه تمجید کردند. این آهنگ به عشق به خود و توانمندسازی زنان می‌پردازد و درباره غلبه بر سختی‌های شخصی و ادامه زندگی است. این آهنگ در بریتانیا به رتبه دوازدهم رسید و در استرالیا به ده آهنگ برتر و در ایرلند به رتبه بیست رسید. همچنین در پنج کشور دیگر نمودار شد.
این گروه آهنگ را در یک استودیوی ضبط در موزیک ویدئوی همراه اجرا کرد و همچنین شامل تصاویر پشت صحنه از دو تاریخ اول تور تیترال خود است. این گروه این تک‌آهنگ را با اجراهای تلویزیونی در کودکان نیازمند، رقصیدن روی یخ، نمایش گراهام نورتون و این صبح تبلیغ کرد. این آهنگ در چهار مورد از تورهای کنسرت لیتل میکس اجرا شده است که آخرین آن‌ها تور بازدیدهای تابستانی در سال ۲۰۱۸ است.